# Préjudice (film, 2015)
Pour les articles homonymes, voir Préjudice.
Pour plus de détails, voir Fiche technique et Distribution.
Préjudice est un film franco-belgo-néerlando-luxembourgeois réalisé par Antoine Cuypers, sorti en 2015.

## Synopsis
Lors d’un repas de famille, Cédric, 32 ans, apprend que sa sœur attend un enfant. Alors que cette nouvelle suscite dans toute la famille un engouement sincère, chez Cédric – qui vit toujours chez ses parents – elle résonne étrangement, empreinte d’un certain ressentiment. Cédric, dont le rêve simple – un voyage en Autriche – est sujet à discussions, transforme peu à peu son ressentiment en colère puis en fureur. Au cours de cette célébration familiale, il tente d’établir, au regard de tous, le préjudice dont il se proclame victime.
Entre déni et paranoïa, révolte et faux-semblants, jusqu’où une famille est-elle capable d’aller pour préserver l’équilibre ? À partir de quand doit-elle réprimer la différence ?

## Fiche technique
- Titre original : Préjudice
- Réalisation : Antoine Cuypers
- Scénario : Antoine Cuypers et Antoine Wauters
- Musique : Fant de Kanter et Francesco Pastacaldi
- Direction artistique : Alain-Pascal Housiaux et Patrick Dechesne
- Photographie : Frédéric Noirhomme
- Montage : Elif Uluengin
- Production : Benoît Roland, en coproduction avec Bernard Michaux, Sander Verdonk
- Sociétés de production : Wrong Men North, en coproduction avec Lucil Film, CTM Pictures, Belgacom TV et Mollywood SA
- Société de distribution : Cinéart (Bénélux)
- Pays d'origine :  Belgique,  Luxembourg,  Pays-Bas,  France
- Langue originale : français
- Format de projection : couleur
- Genre : drame
- Durée : 1h45
- Dates de sortie : 
  - 7 octobre 2015 (Belgique)
  - 3 février 2016 (France)

## Distribution
- Nathalie Baye : la mère
- Arno : Alain, le père
- Thomas Blanchard : Cédric
- Ariane Labed : Caroline
- Éric Caravaca : Gaëtan
- Julien Baumgartner : Laurent
- Cathy Min Jung : Cyrielle
- Arthur Bols : Nathan

## Tournage
Le tournage a eu lieu à Rodange au Luxembourg et à Liège de juillet à septembre 2014,.

## Distinctions

### Récompenses
- Festival Premiers Plans d'Angers 2016 : Audience award
- Deutscher Kritikerpreis 2016 : Meilleur acteur pour Thomas Blanchard

### Nominations et sélection
- 2015 : Festival international du film francophone de Namur : sélection officielle (film d'ouverture)
- Magritte 2016 :
  - Meilleur film
  - Meilleur scénario original ou adaptation
  - Meilleur acteur dans un second rôle pour Arno Hintjens
  - Meilleur espoir masculin pour Arthur Bols
  - Meilleure image pour Frédéric Noirhomme
  - Premier film